# Raumanalyse
Die Raumanalyse ist eine geographische Methode, die der Analyse eines Raumes (der Erdoberfläche) dient.
Die Methode findet ihre Anwendung besonders im Erdkundeunterricht an Schulen, in universitären Forschungsarbeiten, aber auch (in vereinfachter Form) in Kindertagesstätten. Durch die Anwendung der Methode sollen besonders junge Menschen ihr Verständnis über den Begriff Raum erweitern, also im Vergleich zur zeitlichen Erstreckung von Dingen und Prozessen auch deren räumliche Wirkung verstehen, d. h. deren Auswirkung in meridionale und longitudinale Erstreckung (teils auch die Erstreckung in der Höhenachse).

## Ansätze
Man kann verschiedene Ansätze unterscheiden:
- Fragengeleitete Raumanalyse oder problemorientierte Raumanalyse[3]
- „Vier Blicke“ auf einen Raum, oder synoptische Raumanalyse[2]
- länderkundliche Raumanalyse (eher quantitative Beschreibung des Raumes)
- Visuelle Raumanalyse[4]

Bei allen Ansätzen wird ein bestimmter Raum zunächst abgegrenzt und beschrieben, woraufhin eine unterschiedliche Zahl und Auswahl bestimmter Geofaktoren dieses Raumes betrachtet und ausgewertet werden. Schlussendlich ergibt sich eine kriterienorientierte Untersuchung eines Raumes, welche Wechselwirkungen verschiedener, je nach Ansatz relevanter Aspekte wiedergibt. Das Ergebnis kann beispielsweise als Vortrag, häufiger jedoch als schriftlicher Aufsatz präsentiert werden.

### Raumanalyse anhand einer Leitfrage
Eine Leitfrage stellt den roten Faden für die Raumanalyse dar. Sie sollte problematisierend formuliert sein. Die Leitfragenformulierung kann aus der Raumbeschreibung heraus erfolgen. Das eigene Interesse des Bearbeiters an bestimmten Problemen im Raum kann hier eingebracht werden.

### Länderkundliche Analyse
Diese Variante orientiert sich am geographischen Ansatz der Länderkunde, der besonders bis in die 1960er Jahre praktiziert wurde. Eine Raumanalyse länderkundlicher Art ist eher quantitativer Natur und beschreibt die Verteilung verschiedener Objekte im Raum, sowie die Nutzung von Flächen darin. Ergebnisse nach dieser Variante können große Ausmaße erlangen.

### „Vier Blicke“-Ansatz
Ein Raum kann auch aus verschiedenen Perspektiven heraus betrachtet, bzw. analysiert, werden. Dies begründet sich durch die unterschiedliche Wahrnehmung von Räumen durch Menschen, die von deren realistischer Struktur stark abweichen können. Besonders im schulischen Unterricht wird in manchen Schulbüchern daher die sogenannte „Vier-Blicke-Methode“ vorgeschlagen. Eine Raumanalyse anhand von „vier Blicken“ ist i. d. R. auch immer didaktischer Natur, da hier in unterschiedlichen Informationsträgern z. T. widersprüchliche Aussagen auftauchen können, was zum Anlass für quellenkritisches, wissenschaftliches Arbeiten genommen werden kann. Beim „vier Blicke Ansatz“ wird ein zu untersuchender Raum aus zwei objektiven Perspektiven und zwei subjektiven Perspektiven betrachtet. Diese sind:
objektiv
- Absoluter Raum, bzw. Realraum oder „Raum als Container“ (als Behälter)
- Strukturen der Wechselbeziehungen von Dingen aus dem Raum mit dem Umfeld des Raumes

subjektiv:
- Wahrnehmung des Raumes durch einzelne Menschen
- Darstellung des Raumes in den Medien

## Beispiele
Die auf dem deutsch-französischen Fernsehsender arte ausgestrahlten Folgen der Sendereihe Mit offenen Karten zeigt oft leitfragenorientierte Raumanalysen ganz verschiedener Räume der Erde, beispielsweise:
- Mosambik – Aufstieg zur Energiemacht? (Erstausstrahlung am 14. Januar 2017)[9]
- Der Nordkaukasus – Russlands Achillesferse (Erstausstrahlung am 28. Januar 2017)[10]

In den vier- bis sechsstündigen Abiturprüfungen im Fach Erdkunde, beispielsweise im Zentralabitur, werden oft Raumanalysen durchgeführt.